# Tanytarsus allicis
Tanytarsus allicis är en tvåvingeart som beskrevs av James E. Sublette 1964. Tanytarsus allicis ingår i släktet Tanytarsus och familjen fjädermyggor. Inga underarter finns listade i Catalogue of Life.